# Перрен, Лоик
Лои́к Брюно́ Перре́н (фр. Loïc Bruno Perrin; 7 августа 1985, Сент-Этьен, Франция) — французский футболист, защитник. Всю карьеру провёл в клубе «Сент-Этьен», был в нем капитаном.

## Карьера

### Клубная
Лоик Перрен — воспитанник «Сент-Этьена». Дебютировал в команде 15 августа 2003 года в матче Лиги 2 против «Лорьяна». Защитник заменил Стефана Эрнандеса за 6 минут до конца встречи.
По итогам сезона 2003/04 «Сент-Этьен» вышел в Лигу 1. Перрен впервые сыграл в сильнейшей лиге Франции 14 августа 2004 года; в матче второго тура с «Лансом» он провёл на поле первый тайм, после чего уступил место на поле Антони Ле Таллеку.
1 октября 2005 года Лоик Перрен в матче против «Ле-Мана» забил первый гол в своей профессиональной карьере, положив начало разгрому соперника со счётом 3:0.
В чемпионате Франции 2007/08 «Сент-Этьен» занял 5-е место и принял участие в розыгрыше Кубка УЕФА следующего сезона. Перрен сыграл на турнире 4 матча и забил 1 гол (в матче группового этапа в ворота «Копенгагена»).
Лоик Перрен являлся капитаном «Сент-Этьена» с сезона 2007/08 после ухода из команды Жюльена Сабле.

### В сборной
Лоик Перрен выступал за юношескую сборную Франции в возрасте до 18 лет. В 2004—2005 годах провёл 4 матча за молодёжную сборную страны.

## Достижения
- Обладатель Кубка французской лиги: 2012/13